# ジョルジェ・バシャノヴィッチ
ジョルジェ・バシャノヴィッチ（Đorđe Bašanović (セルビア語: Ђорђе Башановић、1996年7月31日 - ）は、セルビア・ベオグラード出身のプロサッカー選手。セルビア・スーペルリーガ・FKプロレテル・ノヴィ・サド所属。ポジションは、ディフェンダー（レフトバック）。

## タイトル
チュカリチュキ
- セルビア・カップ: 2014-15